# Baďan
Baďan este o comună slovacă, aflată în districtul Banská Štiavnica din regiunea Banská Bystrica. Localitatea se află la altitudinea de 401 m deasupra n.m., se întinde pe o suprafață de 15,09 km2 și în 2017 număra 183 de locuitori.

## Istoric
Localitatea Baďan este atestată documentar din 1262.

## Demografie
| An:                | 1994 | 2004   | 2014   | 2024    |
| ------------------ | ---- | ------ | ------ | ------- |
| Număr de persoane: | 230  | 222    | 203    | 148     |
| Diferență:         |      | −3,47% | −8,55% | −27,09% |

| An:                | 2023 | 2024   |
| ------------------ | ---- | ------ |
| Număr de persoane: | 149  | 148    |
| Diferență:         |      | −0,67% |